# Sansa
Sansa (Censà in catalano) è un comune francese di 24 abitanti situato nel dipartimento dei Pirenei Orientali nella regione dell'Occitania.

## Società

### Evoluzione demografica
Abitanti censiti